# John Guidetti
John Alberto Guidetti (født 15. april 1992) er en svensk fodboldspiller, der spiller som angriber hos svenske AIK.

## Klubkarriere

### Manchester City F.C.
Det var den daværende Manchester City-træner Sven-Göran Eriksson, der fik øje på Guidettis talent og købte ham til klubben. Guidetti begyndte med at spille for Manchester Citys U18-hold, hvor han scorede 13 mål i 13 kampe. Han fik også sin debut for reserveholdet, hvor han bl.a. scorede hattrick imod Burnley.
Efter Guidettis lejeophold hos IF Brommapojkarna tog Roberto Mancini over på trænerposten. Han tog Guidetti med på Manchester Citys 'American Tour', hvor de skulle spille forskellige venskabskampe. Her fik han blandt andet sin uofficielle debut for førsteholdet mod Sporting Lissabon.
Guidetti fik sin officielle debut for klubben den 22. september 2010 i en Liga cup kamp imod West Bromwich Albion, hvor han lagde op til kampens eneste mål.

#### Udlån
I 2010 blev Guidetti udlejet til sin tidligere klub IF Brommapojkarna. Hans lejeophold var en succes, da han scorede tre mål og lagde op til fire i otte kampe.
Den 25. november 2010 blev det offentliggjort, at Guidetti havde underskrevet en leje-kontrakt med Burnley. Han scorede i sin debut for klubben den 26. december 2010 imod Barnsley.
Siden var han også udlånt til Feyenoord, hvor han scorede 20 mål i 23 kampe, til Stoke og til Celtic FC.

### Celta Vigo
I juli 2015 underskrev Guidetti en femårig kontrakt med den spanske klub, Celta Vigo. I sin første sæson scorede han blandt andet det sidste mål i 4-1-sejren mod FC Barcelona.

## Landshold
Guidetti har spillet adskillige kampe på de svenske ungdomslandshold. Han har blandt andet spillet 23 kampe på U/21-holdet og var med til at vinde EM for U/21 i 2015.
Han fik sin debut på A-landsholdet. i 2012 imod Kroatien. Det kneb i de første år med spilletid for den unge angriber, da han konkurrerede med spillere som Zlatan Ibrahimovic og Johan Elmander om angriberpladsen. 9. oktober 2015 spillede han sin første betydende kamp for holdet. Han deltog for holdet ved EM 2016 i Frankrig og VM 2018 i Rusland.